# 红根南星
红根南星（学名：Arisaema calcareum）是天南星科单子叶植物纲天南星属的植物，是中国的特有植物。分布于中国大陆的云南省等地，生长于海拔1,000米至1,600米的地区，多生于灌丛中以及石灰岩山常绿阔叶林中，目前尚未由人工引种栽培。

## 别名
红根、长虫包谷、小独角莲、见血飞（云南文山） 山魔芋、野魔芋（云南西畴）